# Stromer von Reichenbach
La famiglia Stromer von Reichenbach fu una famiglia patrizia di Norimberga, dove fu presente nel consiglio cittadino dal 1318 al 1806. Nella sua storia vantò due Reichsschultheiß (sindaci) di Norimberga.

## Storia

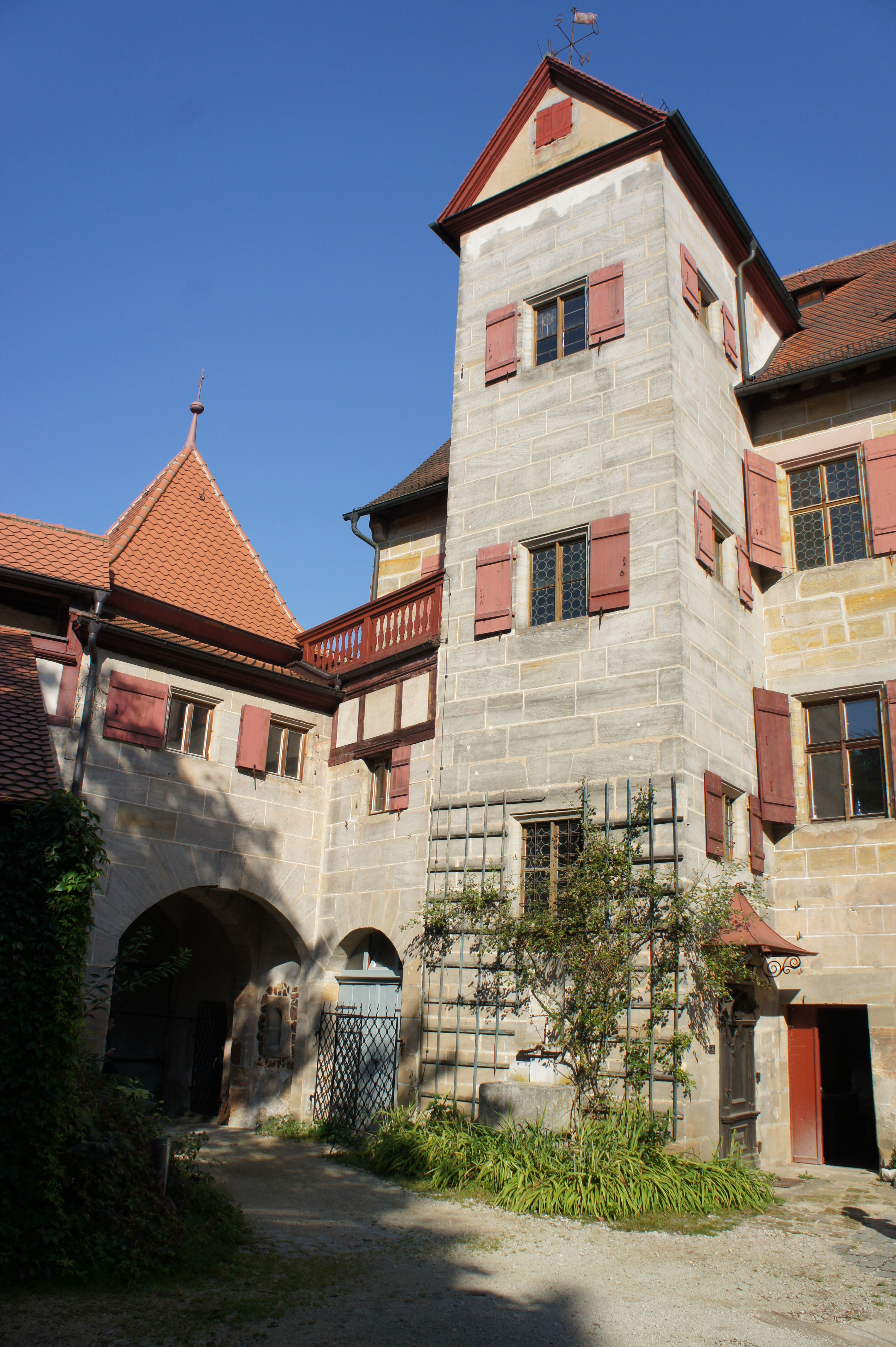
Il castello di Grünsberg, di proprietà della famiglia Stromer von Reichenbach

L'origine della famiglia Stromer (detta anche Strohmeyer, Stromeir, Stromair, Stromeyr o Stromayr) è da ricondursi alle ricerche genealogiche condotte da Ulman Stromer (1329-1407), il quale indica come proprio progenitore tale Conrat (o Cunradus) Stromeier, che apparve a Norimberga intorno al 1240 (certamente non fino al 1254) come testimone di alcune transazioni legali. Dalla fine del XVI secolo, quando molte famiglie patrizie estesero i loro cognomi per includere nomi di luoghi basandosi sui modelli della nobiltà dell'epoca, gli Stromers unirono al loro cognome il predicato "von Reichenbach" dal loro luogo d'origine. Nel 1697 ottennero il riconoscimento di nobiltà. Dopo il crollo della libera città di Norimberga, nel 1813 vennero immatricolati nell'aristocrazia bavarese, ottenendo il titolo baronale nel 1820.
Nei secoli, con la società commerciale Gruber-Podmer-Stromersche, gli Stromers ebbero un ruolo centrale nel commercio di Norimberga tra XIV e XV secolo. Durante questo periodo, la famiglia si pose al servizio degli imperatori (in particolare di Carlo IV) e di altri principi imperiali (ad esempio Ruprecht II del Palatinato), oltre ad essere riconosciuti nel consiglio cittadino di Norimberga come consiglieri. A partire dal 1420, tuttavia, una serie di problematiche interne portarono l'azienda della famiglia al fallimento e per lungo tempo la casata degli Stromer faticò a riprendersi; persero anche il seggio nel consiglio cittadino per un secolo, dal XVI al XVII secolo.
Oggi la fondazione "Stromer'sche Kulturgut-, Denkmal- und Naturstiftung" è la fondazione che si occupa della conservazione e della tutela del patrimonio della famiglia Stromer, in particolare del castello di Grünsberg, nel cui consiglio di fondazione vi sono ancora diversi membri della famiglia.

## Membri notabili
- Conrad III Stromer (1303-1383), costruì l'omonima torre a Norimberga (1323)
- Ulrich I Stromer vom Zotenberg († 1385), banchiere e commerciante, prese parte alla ribellione nel 1348/49 che costò la vita a circa 500 ebrei a Praga
- Ulrich II Stromer († 1379), commerciante, acquisì la "casa alla Rosa d'oro" (Theresienstrasse 7 a Norimberga), custode del monastero di Egidien
- Peter I Stromer († 1388), consigliere e commerciante a Norimberga
- Ulman I Stromer (1329-1407), consigliere e commerciante a Norimberga, imprenditore minerario, fondatore della prima cartiera a nord delle Alpi
- Sigmund I Stromer († 1435), ebbe un ruolo importante nel salvataggio dei gioielli imperiali dall'Ungheria (1424), fu confidende dell'imperatore Sigismondo
- Hans IV Stromer (1517-1592), giudice della città di Norimberga, venne imprigionato nella torre della colpa dal 1559
- Wolf Jacob I Stromer von Reichenbach (1561–1614), architetto della città di Norimberga (dal 1589 al 1614), responsabile della costruzione del Fleischbrücke, della fortezza di Lichtenau e del completamento delle fortificazioni della città
- Wolf Albrecht Stromer von Reichenbach (1626-1702), autore di "La scienza nobile del giardino" (1671) e una descrizione di un suo viaggio in Germania (1676)
- Christoph Friedrich I Stromer (1712–1794), fu ostaggio del maggiore generale prussiano Friedrich Ludwig von Kleist (1762).
- Christoph Wilhelm Friedrich Stromer von Reichenbach (1737-1805), assessore alla città
- Karl Otto Stromer von Reichenbach (1831-1891), primo sindaco della città di Norimberga (1867-1891)
- Ernst Stromer von Reichenbach (1871-1952), paleontologo tedesco e ricercatore di dinosauri
- Wolfgang Stromer von Reichenbach (1922-1999), professore di storia economica, sociale e tecnologica